# Gedő Ilka
Gedő Ilka (Budapest, 1921. május 26. – Budapest, 1985. június 19.) festő, grafikus. 

„ Bár Gedő Ilkának fiatal kora óta szoros kapcsolata volt kortárs képzőművészekkel, művészettörténészekkel, írókkal és filozófusokkal, egyetemes értékű életműve mégis társtalan. […] Életműve ugyanis nem variációja kortársi művészeti gesztusoknak – ha így lenne, az analógia lehetősége mindenképpen segítené az interpretációt –, hanem alteráció, eltérés, kívülállás, mondhatnánk azt is: irritáció (a magyar művészetben mindenképpen irritatív az 1946 és 1949 között készített önarckép-sorozat). Ugyanakkor viszont nem is karakteres innováció, mely »hírértékével« válthatná vagy provokálhatná ki az elemzés vágyát, hanem egy nagyon is tudatos szintézis eredménye (az 1970 és 1985 között festett művek az intellektuális és érzelmi töltés feszültségének megragadásával példa és társ nélkül állnak a hazai festészetben).”

– Hajdu István

## Pályája
Tizenegy éves korában kezdte el rajzolást, és (folyamatosan alkotva, életét mintegy naplószerűen regisztrálva) 1949-ig hatalmas méretű  grafikai anyagot hozott létre.

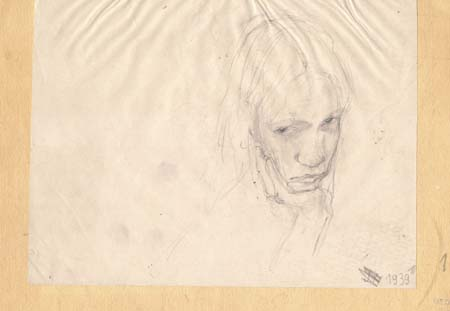
Önarckép, 1938, Herzog Anton Ulrich Museum, Braunschweig
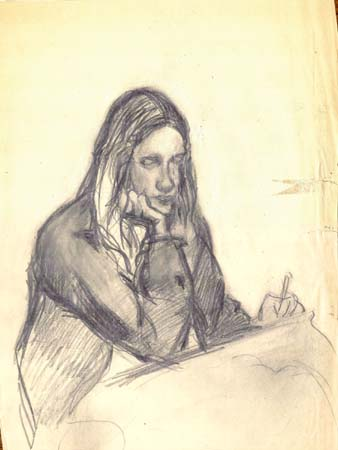
Önarckép, 1938, Herzog Anton Ulrich Museum, Braunschweig

1939 őszétől Gallé Tibor festőiskolájában tanult. Ezt követően Erdei Viktor irányításával dolgozott. Az 1940-es évek elejéig más fiatal képzőművészekkel együtt Pap Gyula műtermét látogatta. 1942–43-ban Örkényi Strasser István magániskolájában képezte magát. 1942-ben részt vett a Szabadság és Nép című kiállításon. A háború alatt kerámiakészítésből él, de grafikai sorozatait folytatta. 1944 nyara és 1945 januárja között jöttek létre gettórajzai.

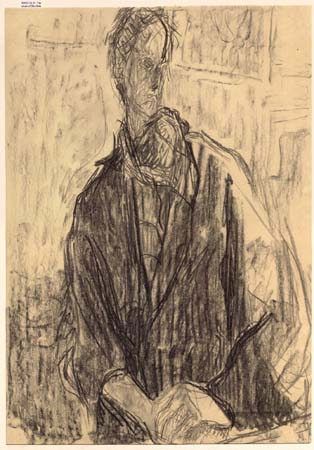
Gedő Ilka Önarckép, 1948, Herzog Anton Ulrich Museum, Braunschweig
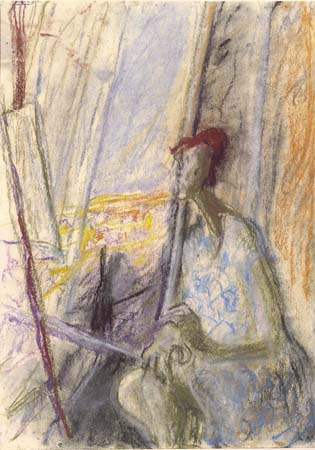
Gedő Ilka Önarckép, 1948, Albertina
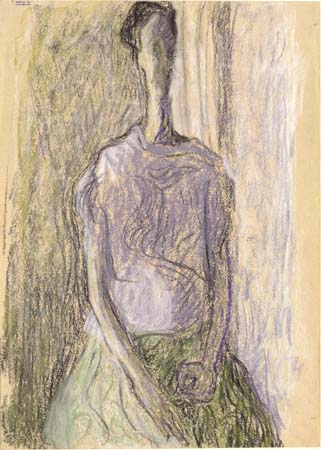
Gedő Ilka Önarckép, 1948, Albertina

1945-ben beiratkozott a Képzőművészeti Főiskolára, Barcsay Jenőtől tanult anatómiát és távlattant. 1946-ban férjhez ment Bíró Endre biokémikushoz, és a Főiskolát abbahagyta. Főleg grafikákból álló munkássága nem szakadt meg: 1945 és 1949 között több rajzsorozatot alkotott (önarcképek, terhes önarcképek, szentendrei tájképek, Ganz-gyári sorozat, a családtagokról készített portrék, az asztalsorozat).
„Gedő Ilka tizenegy éves korától rajzolt – először a gyermek számára izgalmas forma-szín élményeket, különös tájakat nyújtó évi rendszeres nyaralások idején a Duna partján lévő Kisorosziban, Nagymaroson és Szentendrén, majd pesti lakásukban is. Gyerekkori rajzait már eleven fantázia, kitűnő szín- és formaérzék jellemzi. (…) Három művészt említ meg, akik az ezerkilencszázharmincas-negyvenes évek fordulóján rövidebb-hosszabb ideig tanították alakrajzra, festőtechnikára, anyagismeretre. Mindhárom művész zsidó származású, és a II. világháborúban pusztul el később. A legidősebb, legtekintélyesebb közülük Erdei Viktor, aki családi kapcsolat révén évekig foglalkozik vele. Erdei Viktor (1879–1944) szecessziós-naturalista-impresszionista festő és grafikus. Ma kevesen emlékeznek rá, pedig a századelőn a legjelentősebb magyar műkritikus, Fülep Lajos írt nagy tisztelettel róla. (…) Gedő Ilka másik mestere, Gallé Tibor (1896–1944) rézkarcairól és linómetszeteiről híres grafikus, aki 1935-ben a műtermében nyitott Budapesten iskolát. (…) Örkényi Strasser István (1911–1944) szobrász volt, iskolája és kiállítása az OMIKE-hez (Országos Magyar Izraelita Közművelődési Egyesület) kötötte. (…) Tőle a plasztikus formaadás keménységét és tömegérzékeltetését tanulhatta meg Gedő Ilka. Gedő Ilka tanulmányai közben gyorsan érő művész volt. Talán ezért nem ajánlja neki a főiskolai tanulmányokat az egykor, a magyar avantgárd első nemzedékéhez tartozó Berény Róbert és Diener Dénes Rezső. A fiatal lány rajzaiban olyan merész »kézírás« jelei mutatkoznak, amelyekhez nem illőnek tűnik az akadémia klasszikus egyensúlyokba rendezett természetábrázolása.”

### Gettó-rajzok (1944)
„1944-ben Gedő Ilka a pesti gettóban él, és rajzol. Főleg ceruzával dolgozik. Megörökíti a nagy szemű, merengő sovány kislány unokatestvérét, egy szemüvege mögött mereven figyelő kisfiút, a roskatag öregeket és az elkeseredett asszonyokat, anyákat. Ezek az egyszerű vonalas rajzok, amelyek közül némelyiken szobrászi modellálásra emlékeztető plaszticitás is megfigyelhető, Gedő Ilka oeuvre-jének első mestermunkái. Történeti jelentőségük valósághűségükben van. Kis méreteik ellenére hasonló súlyú munkák a II. világháború korából, mint Henry Moore légitámadás-rajzai.”

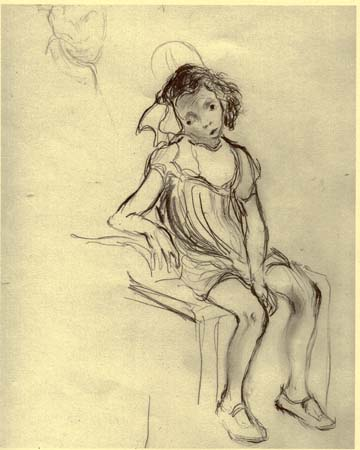
Gedő Ilka Masnis lány portréja, 1944, Yad Vashem Művészeti Múzeum
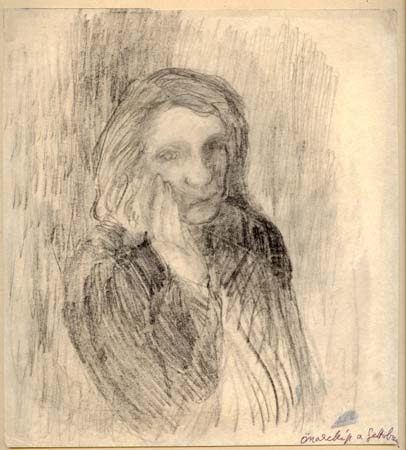
Gedő Ilka Önarckép a budapesti gettóban, 1944, Magyar Nemzeti Galéria
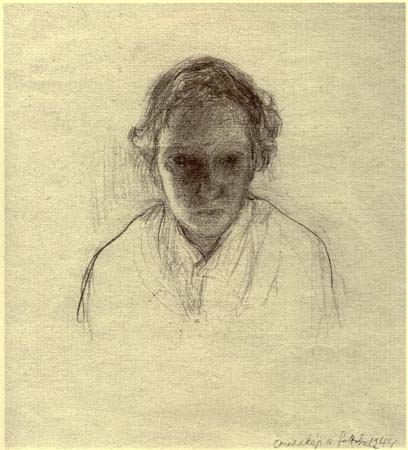
Gedő Ilka Önarckép a budapesti gettóban, 1944, Yad Vashem Művészeti Múzeum
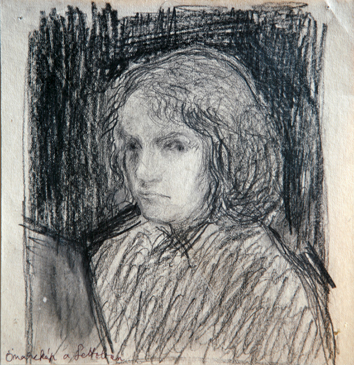
Gedő Ilka Önarckép a budapesti gettóban, 1944, Magyar Zsidómúzeum

### Önarcképsorozat (1944–49)[7]
„A »Gedő Ilka modell« többnyire ölbe tett kézzel ül, olykor fejét félrehajtja, máskor asztalra könyököl. Van, amikor csak a feje és ruhátlan nyaka, válla jelenik meg a rajzon, van, amikor könnyű kendőt csomóz az álla alá, mint a munkás- és parasztasszonyok. Ismerjük azonban különös kalapos önarcképeit is, ezekben titokzatos és elegáns, mint a polgári nagyregények csodálatra, titkos szerelemre méltó hősnői.(...) Az önarcképsorozatban a befelé forduló koncentráló és az ismétlés aszketikus magatartása páratlan, az európai rajzművészetben Giacometti önarcképsorozatához mérhető. Másik rokona talán a színes kusza vonalakkal nagylélegzetű portrékat, önarcképeket festő Antonin Artaud, aki nyíltan vallotta, hogy az emberarcot nem lehet jelformákkal tenni a művészi közlés tárgyává, hanem reggeltől estig rajzolni kell, kétszázezer álom állapotában, mert az emberi arc az Én teste a testben, a mindenkit elérő halál barlangjában az élet ereje. Gedő Ilka nem ismerte Artaud ugyancsak 1947-ben megfogalmazott elképzeléseit, de hasonló konok figyelemmel, minden mást elfeledő koncentrációval rajzolta-festette kisebb és nagyobb méretű papírlapokra önarcképeit. Ezek az alkotások főművei, amelyeket azonban készülésük idején a családon és néhány baráton kívül senki sem látott.”

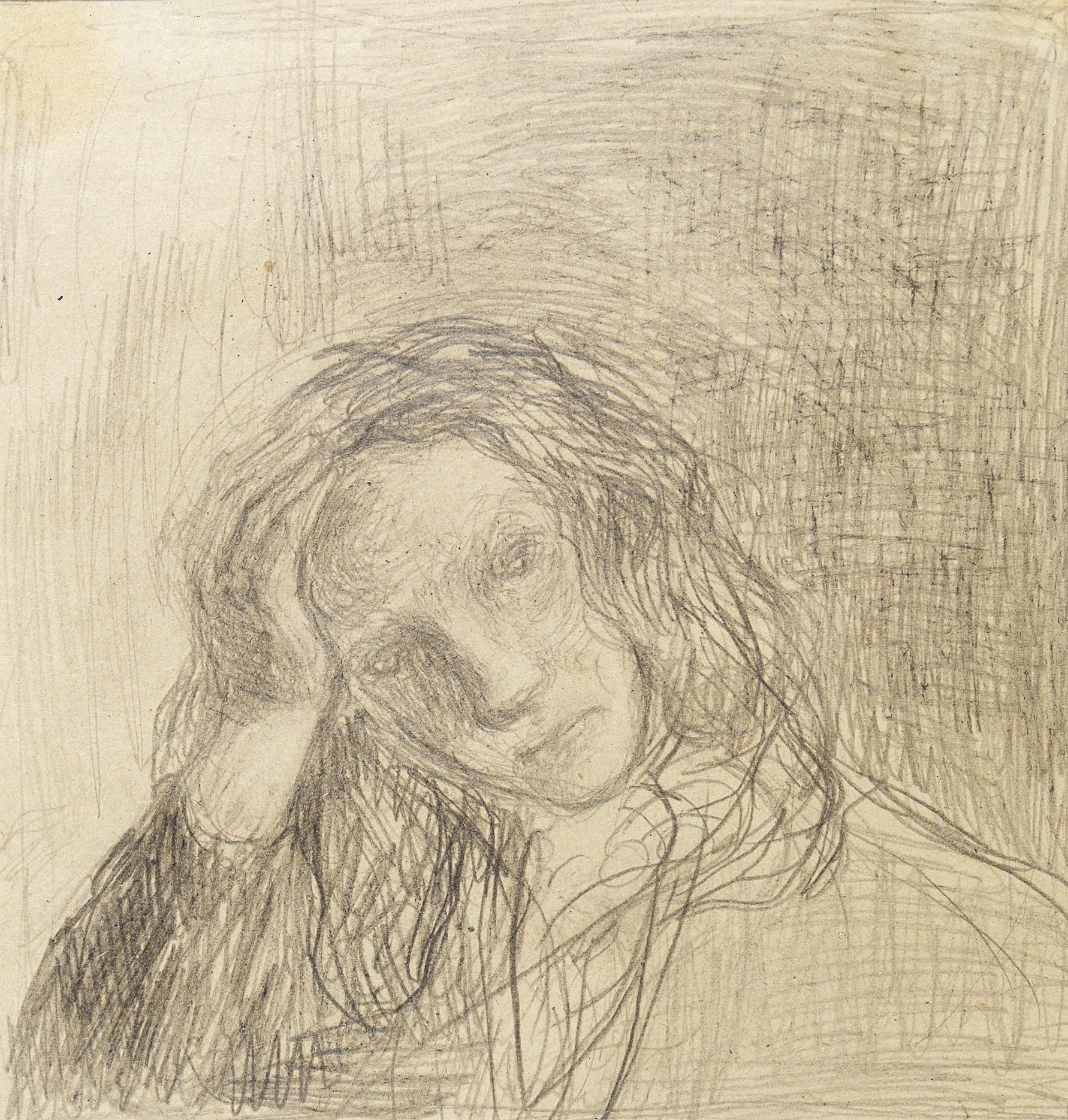
Gedő Ilka Önarckép, 1948, Magyar Nemzeti Galéria
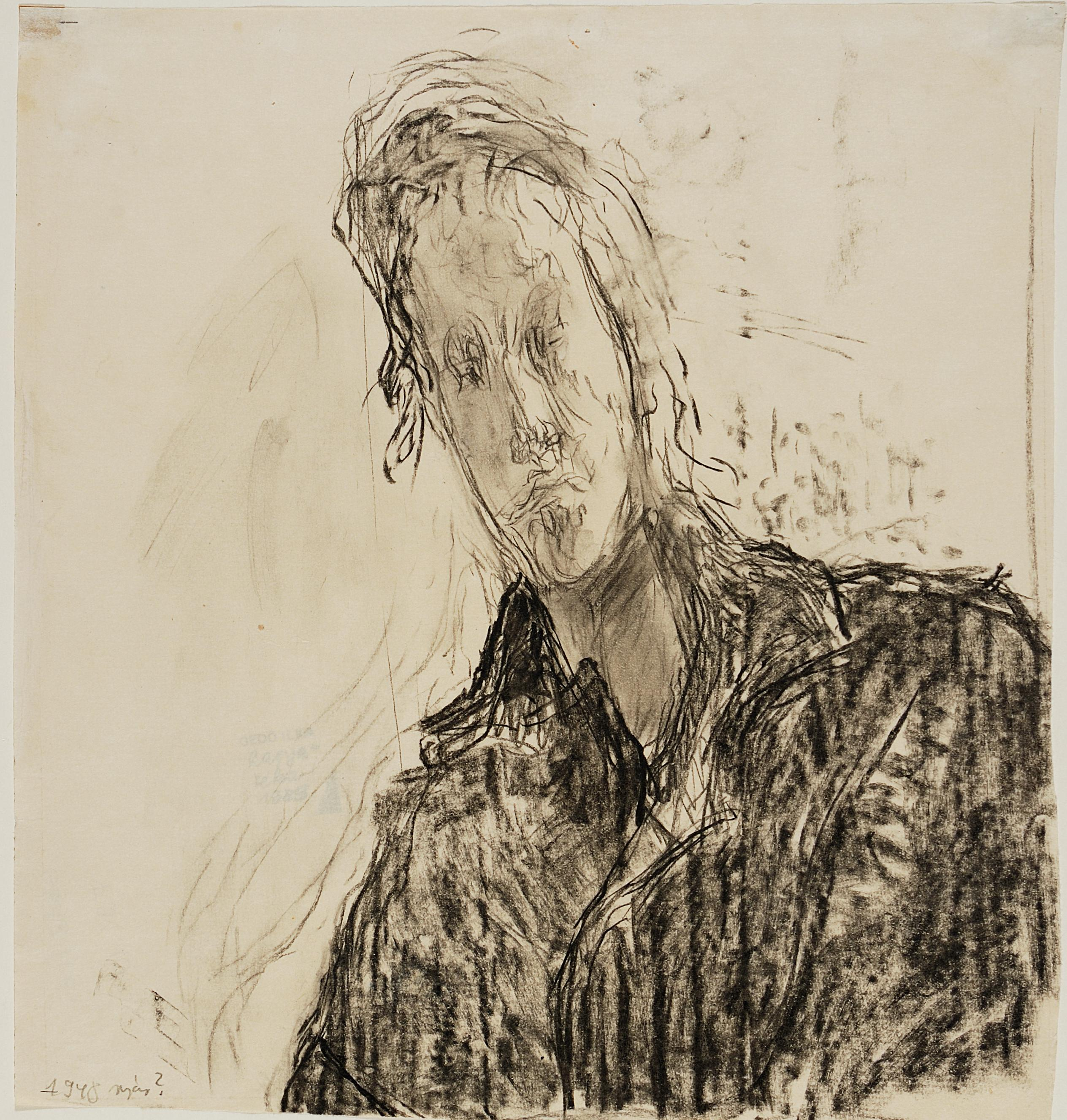
Gedő Ilka Önarckép, 1948, Magyar Nemzeti Galéria
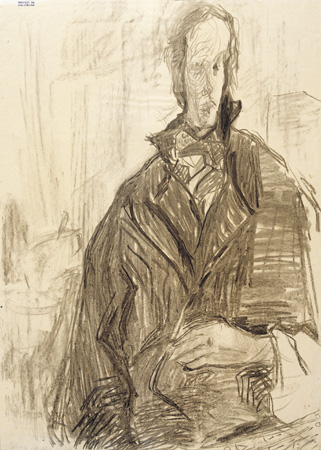
Gedő Ilka Önarckép, 1948, Magyar Nemzeti Galéria
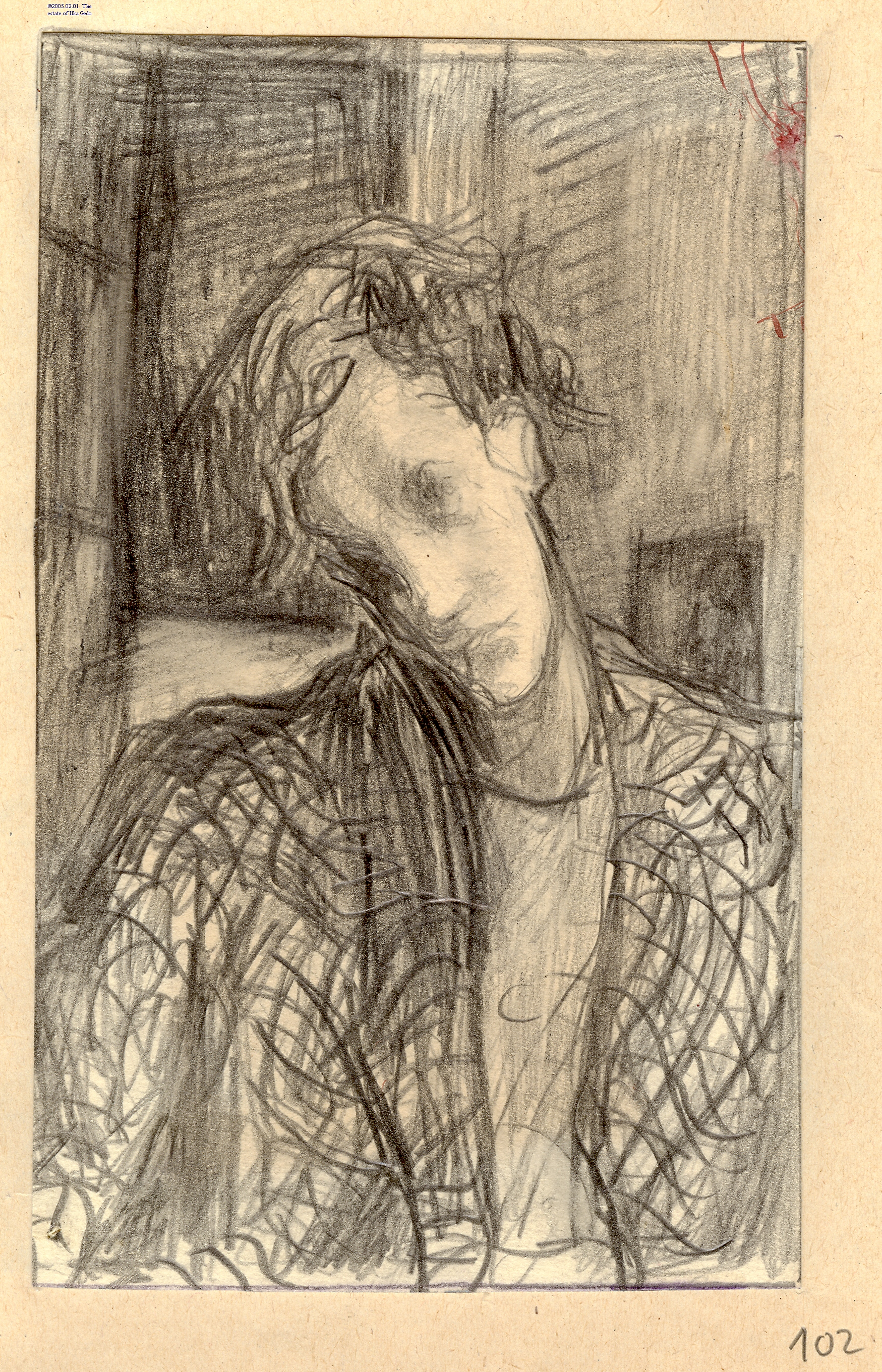
Gedő Ilka Szomorú önarckép, 1946-1947, New York, the Museum of Modern Art

### Asztalsorozat (1947–49)
„A sorozat ürügye több mint hétköznapi – banális. Egy keskeny, állandóan szem előtt lévő asztal. És mivel állandóan szem előtt van, fokozatosan kibontakozik belőle a látvány mindennapos csodája és metamorfózisa. Az asztalon lévő tárgyak, a ráeső fény, saját árnyéka – ezernyi apró módosítást hajtanak végre rajta. Mindenki tapasztalta már a képzelet legközismertebb játékát: ha kitartóan nézzük a falakon látható repedéseket, rajzolataikba hamarosan formákat vetítünk, a szobát különféle alakzatokkal népesítjük be. (...) A képzelet játékából itt az alkotás motívuma lett – a tartalom legkoncentráltabb formája (Max Raphael). A vonal ezeken a lapokon sohasem körvonal, lehatárolás, hanem mindig tovább mozdul, számtalan irányba szalad, s amint elindul, titkos energiákat szabadít fel – mintha nyári napfény karcolta volna játékos nyomait a papírlapokra.”
„Visszatérek a rajzokhoz, melyekről szólva igaza van Szabó Júliának, ha Giacomettiéhez hasonlítja őket. Bármelyik nagy rajzgyűjtemény a világon örömmel fogadhatná őket. Gyötrelmesek, sejtelmesek – csak sejtetik a fiziognómiát, s nyilván azért, mert az önállósuló vonalrendszerek ezerszer fontosabbá válnak az Önarcképeken; sokkal jobban követik az érzelmeket, mintha az arckifejezésen keresztüli psziché-ábrázolás szolgálatába szegődtek volna. Valószínűleg ezekből az önállósuló vonalkötegekből és fonatokból fejlődtek ki a későbbi festmények hálózatai. A legcsodálatosabbak azonban az asztal-rajzok. Ezekre emlékszem vissza 1964-ből, és Szabó Juli helyében belőlük sokkal többet tettem ki volna (állítólag még jó néhány van belőlük). Gyönyörűek, hajszálfinomak, esetlenek, görcsösek, gyötrelmesek, szánalmasak, rettegők, tárgyban kezdődnek és vonalban halnak el, lapjuk súlyos és mégis lebegnek a térben. (Bocsásson meg a banalitásért: olyan szánalmasan és sebezhetően és érzékenyen, mint, »ahogy az emberek lebegnek a létben«).” (Beke László 1980. augusztus 11-i levele, amely a művész hagyatékában található meg.)
„Gedő Ilkát a környezetében élő tárgyak »személyisége« mindig is foglalkoztatta. Szerette később is század eleji formákat őrző, a szecesszió örökségét felmutató, kicsit rozzant bútorait, de tudomásom szerint csak ebből a két törékeny, s mégis biztos konstrukcióval megalkotott, egymásba tolható asztalból varázsolt elő egy különös titok-rajz sorozatot, amelyen zenei variációkhoz hasonlítható rajzi variációk sokaságában válik személlyé a tárgy, s valahol a láthatatlan háttérben az, ami a tárgyhoz korábban tartozhatott. A néhány évtizeddel korábbi ízlés nyomait magán viselő bútor – a művészre hagyományozott múlt, a múltból kapott ajándék. A századforduló vonal-szimbolizmusának üzenete, melyet Gedő Ilkának rajzi mesterei, Erdei Viktor, Gallé Tibor művei és tanításai is közvetíthettek. Az üzenetet a művész megértette és válaszolt, ezek a nagyméretű, egy-egy tárgy életét bemutatórajzok hasonló jelentőségűek a magyar és az európai művészet történetében, mint a századforduló nagy rajzolóinak alkotásai.” (Szabó Júlia: Kiállítás megnyitó, 2001. október 5. Fővárosi Képtár)

### Ganz-gyári sorozat (1947–48)
„A Margit-körúton található Ganz-gyár egyik üzemében elektromos gépek elemeit gyártották, míg a másikban gépek és megmunkáló szerszámok fém alkatrészeit. Az 1940-es évek végén a Ganz-gyár egyik liberális felfogású mérnöke szervezésében oktatási programokat szerveztek. A rajzolni szándékozó Gedő Ilkát szívesen fogadták a gyárban, jóllehet alkotásai távol álltak a munkás akkoriban hivatalosan propagált képétől. Gedő Ilka naplóiban megemlíti a berlini építész, Bruno Taut fantáziarajzait, továbbá az olasz futurista, Gino Severini munkáit. Ezek a hivatkozások jól tanúsítják, milyen széles érdeklődési körrel rendelkezett a művész egy olyan időszakban, amikor Nyugatról kevés információ jutott át Magyarországra. A rajzok felidézik Alberto Giacometti munkáit, de mindez pusztán különös véletlen, hisz Gedő Ilka csak az 1960-as évek közepétől láthatta Giacometti munkáit.”

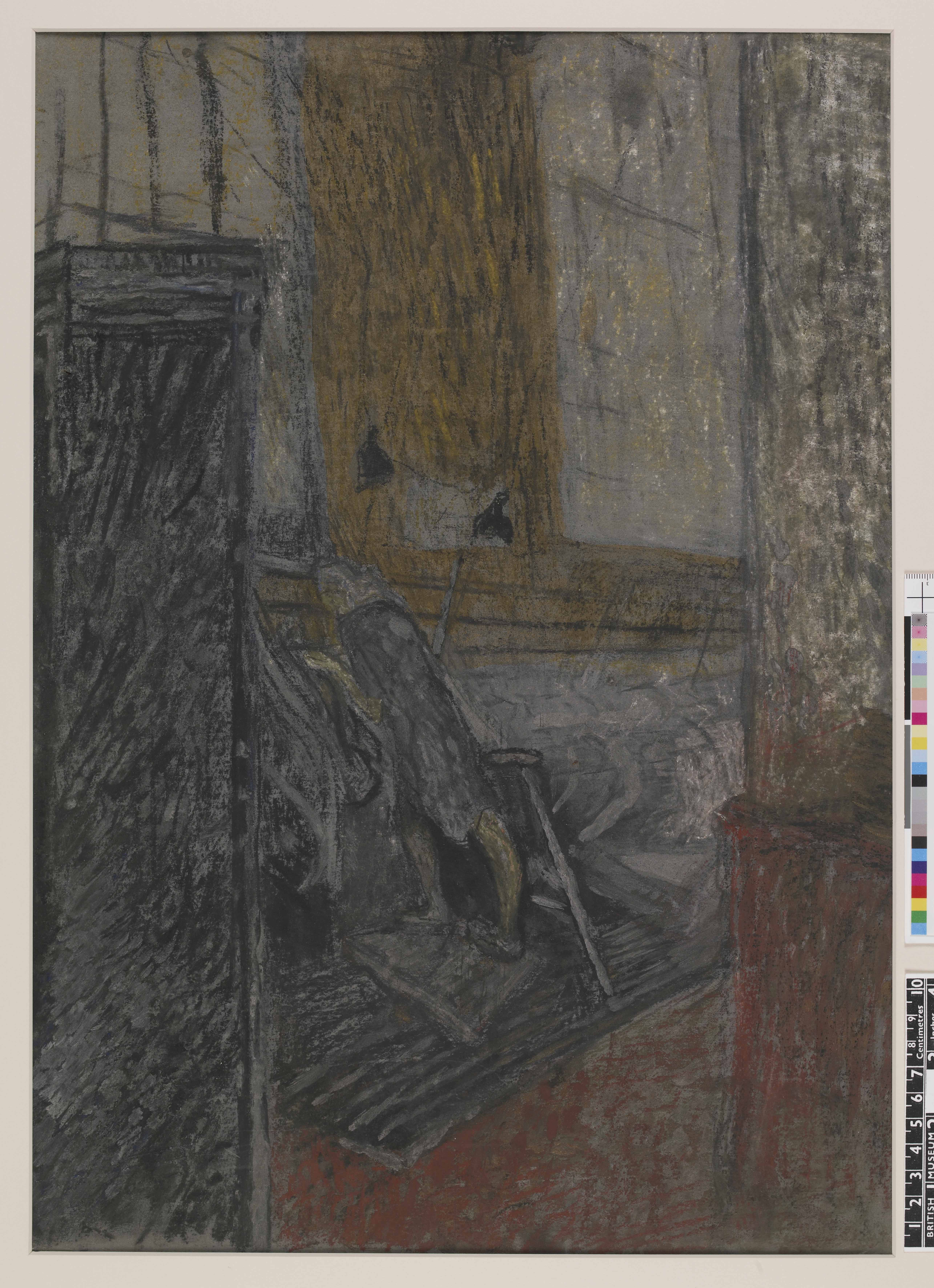
Gedő Ilka Ganz-gyári rajz, 1948, British Museum
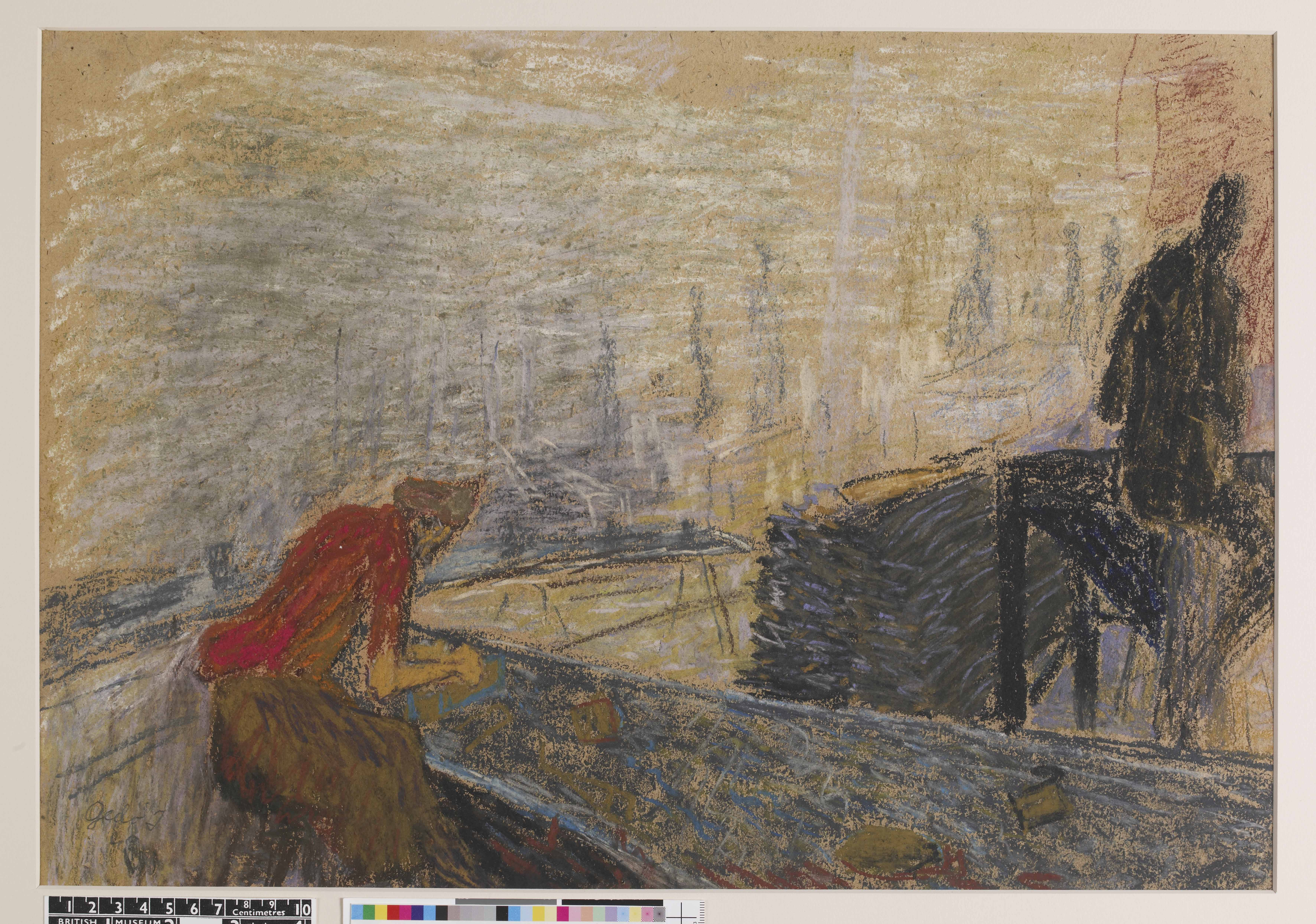
Gedő Ilka Ganz-gyári rajz, 1948, British Museum
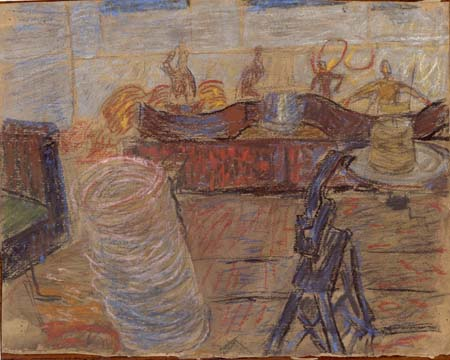
Gedő Ilka Ganz-gyári rajz, 1948, Albertina
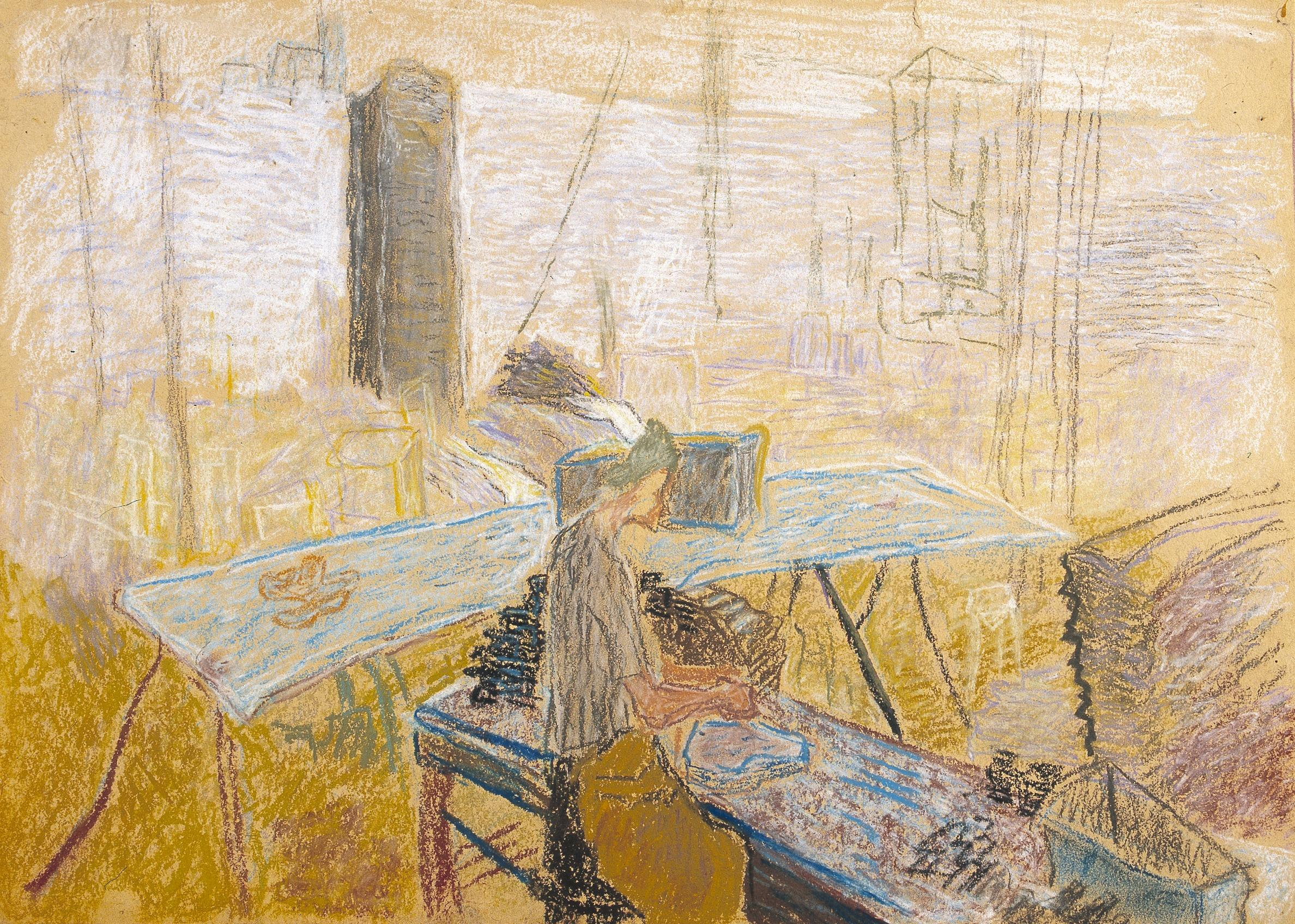
Gedő Ilka Ganz-gyári rajz, 1949, Magyar Nemzeti Galéria
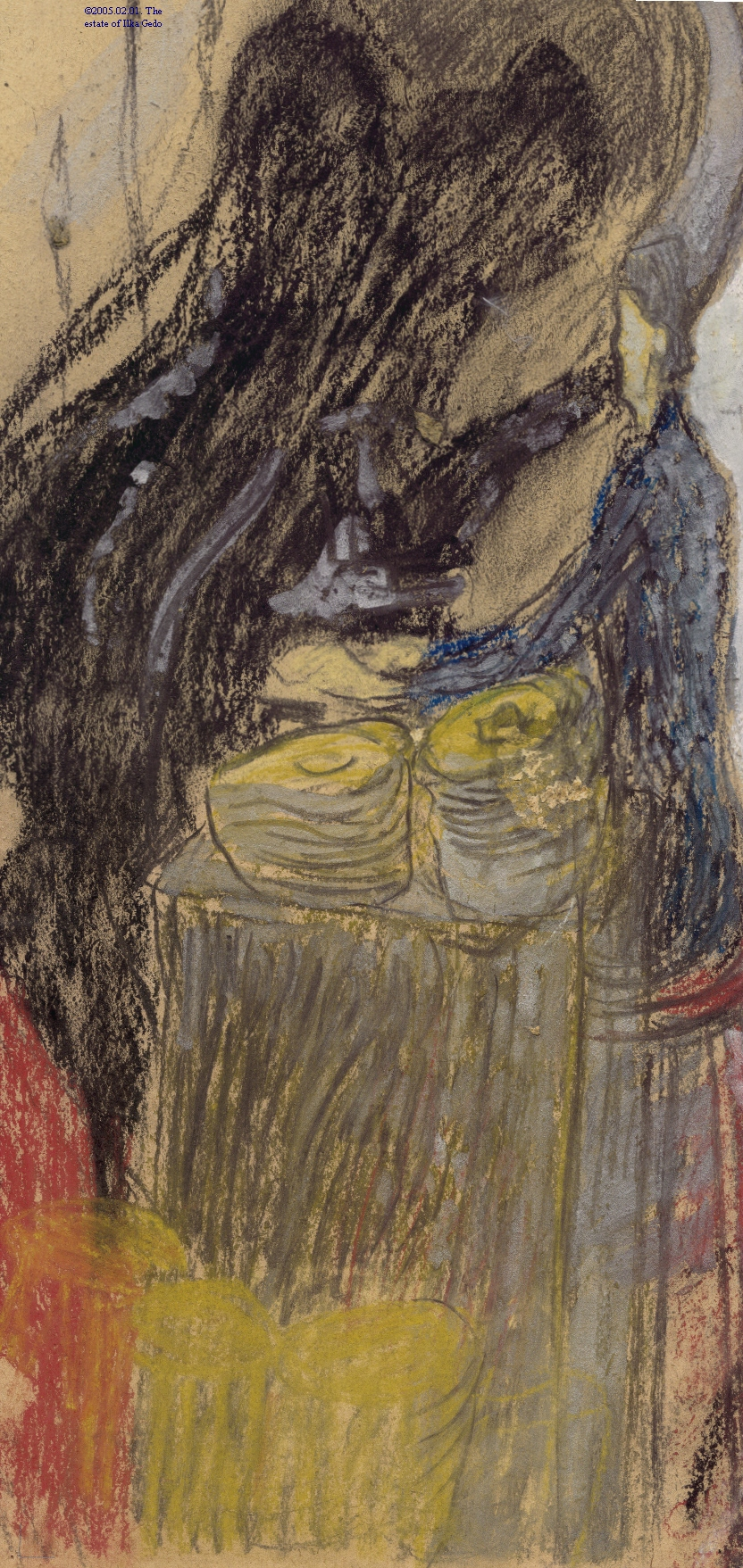
Gedő Ilka Ganz-gyári rajz, 1949, New York, The Museum of Modern Art

1990-es években Gedő Ilka grafikai munkásságából egy-egy kollekció került a British Museum, a düsseldorfi Museum Kunstpalast, illetve az Israel Museum tulajdonába, 2003-ban a Magyar Nemzeti Galériába is. 2013-ban a bécsi Albertina grafikai gyűjteményébe, 2015-ben a houstoni Museum of Fine Arts és 2016-ban a braunschweigi Herzog Anton Ulrich Museum rajzgyűjteményébe kerültek be Gedő Ilka rajzai.
1949-ben részben a kezdődő diktatúra nyomása alatt, részben azonban autonóm döntése következtében a művészi alkotómunkát abbahagyta, de mint az 1965-ös műterem-kiállítás meghívójában írja: „Ez a megtorpanás nem jelentette a festészet szeretetének megszűnését." Gedő Ilka ebből az időszakból fennmaradt, mintegy 150 füzetet felölelő jegyzetei tanúsága szerint kiterjedt művészettörténeti és színelméleti tanulmányokat folytatott.

### Olajfestmények (a második alkotói korszak)
1967-ben kezdődő második alkotói korszakában, amelyre nagy hatással volt 1969–70-es párizsi tartózkodása, keletkeznek olajfestményei, amelyek szintén témákba rendezhetőek (művirág-sorozat, rózsakert-sorozat, barátokról és rokonokról készített portrék, auto-mitologikus jelenetek és az utolsó évek önarcképei).

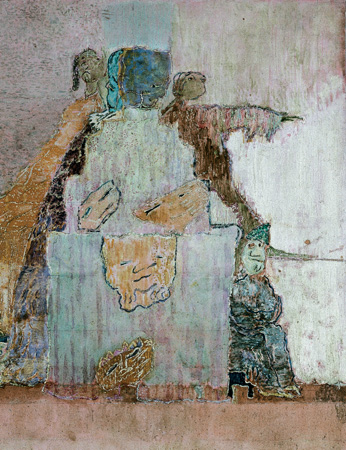
Maszkraktár, 1980, olaj, vászonra fektetett papír, 71 x 50 cm, Magyar Nemzeti Galéria

A festő a képek keletkezését kísérő, főleg a színekkel kapcsolatos elmélkedéseit naplókban rögzítette. Bár a festményeken páratlan, költői és káprázatos színek láthatók, a művész „egy már szétesett világra borítja nosztalgikusan fájdalmas színfátyolát, amelynek hideg és meleg kontrasztjai mindig valamilyen megnevezhetetlen szorongás tonalitása felé törekednek."

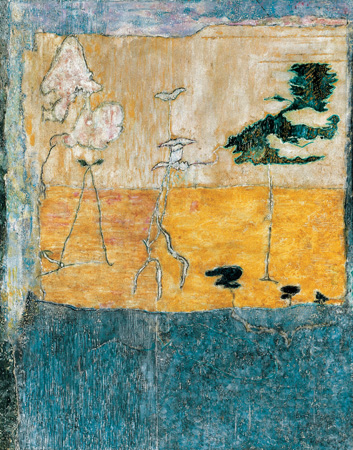
Jardin des Plantes, Paris, 1980, olaj, vászon, 57,5 x 46 cm, magángyűjtemény

A második alkotói korszak festményei két lépcsős módszerrel készültek: először egy kicsi rajz született meg a pillanat ihletése alatt, melyet felvillanó gondolat letérképezéseként is lehet értelmezni. Ez lett a festmény kiindulópontja, mert ennek a rajznak a felnagyított másolata került fel egy a vászonra felvitt négyzetháló segítségével a vászonra. Gedő Ilka párhuzamosan dolgozott számos képen, és talán ez az egyik oka annak, hogy minden kép keletkezését egy adott képhez kapcsolódó napló rögzíti: a művész saját maga számára rögzíti a kép megkomponálásával kapcsolatos összes spekulációját. Ha egy képet félretett, egy időre eltette a hozzá kapcsolódó naplót is, és ha elővett egy még nem befejezett képet, átolvasta az adott képpel kapcsolatban korábban készített feljegyzéseit. Gedő Ilka nagyon jól ismerte színek és szín effektusok hatását. A színek keverése nem találomra történt, hanem egy bizonyos színárnyalat kikeresésével. Egy-egy alapszín kartonlapra festett színváltozatai külön-külön dobozokban voltak elhelyezve. 
Színmintán (a művész szóhasználata szerint) a különböző, a színkombinációk kipróbálását szolgáló papír- vagy kartonlapokat, nem ritkán vászondarabokat kell érteni.
„A színtáblák nagy hullámpapír darabok, amelyekre valamelyik képhez kiválasztott, vagy esetleg ad hoc elkészített színminták voltak rajzszöggel feltűzve. A művész a színmintákat nagy hullámpapír dobozokba gyűjtötte, az uralkodó szín szerint osztályozva. Ezekből a dobozokból válogatta, sokszor napokig, az éppen munkában lévő kép színtáblájára kerülő színmintákat.” 
Beke László 1980-ban Gedő Ilkának írt, a művész hagyatékában fennmaradt levele megállapítja: „Azt hiszem, teljesen értelmetlen lenne a Maga festészetét a »kortárs« áramlatokkal párhuzamba állítani, mert lényegét tekintve bármikor létrejöhetett volna 1860 és 2000 között. Nem »kívülről« táplálkozik, hanem »belülről«, így alkotójával való kapcsolata adja meg koherenciáját és hitelét – ami semmilyen néző figyelmét nem kerülheti el.” 
A művész szentendrei kiállításán (1985. június 28 – július 28.)  Ury Ibolya művészettörténész hasonló következtetésre jut: „Gedő Ilka kiállítása mindenképpen olyan művész munkáit mutatja be, aki nem függ senkitől és semmitől önmaga belső erején és tehetségén kívül. Festői látásmódja teszi őt ilyen sajátosan egyedivé, mely mindenkitől megkülönbözteti, és összetéveszteni senkivel sem lehet.””

## Időrendi áttekintés
- 1921 – Gedő Ilka 1921. május 26-án született Budapesten. Édesapja, Gedő Simon középiskolai magyar–német szakos tanár volt a budapesti Zsidó Gimnáziumban, édesanyja, Weiszkopf Erzsébet pedig tisztviselő.[18]
- 1939 – Ősszel Gallé Tibor szabadiskoláját látogatta.
- 1940 – Részt vett az OMIKE második kiállításán.
- 1939-42 – A család egyik barátjának, Erdei Viktor festőművésznek a tanítványaként tevékenykedett.
- 1942 – Részt vett a szocialista képzőművészek csoportja által szervezett Szabadság és a nép című kiállításon, amelyet pár nappal megnyitása után bezárattak a hatóságok.
- 1942-43 – Örkényi Strasser István szabadiskolájában tanult.
- 1943 – Részt vett az OMIKE ötödik kiállításán a Magyar Zsidó Múzeumban.
- 1944 – A budapesti gettóban elkészítette a gettórajzok sorozatát.
- 1945 – Ősszel nappali tagozatos hallgatóként felvételt nyert és beiratkozott a Képzőművészeti Akadémiára. Hat hónappal később azonban családi okok miatt abbahagyta tanulmányait. Pap Gyulának, a Bauhaus egyik kiemelkedő művészének szabadiskolájában rajzolt.
- 1946 – Férjhez ment a biokémikus Bíró Endréhez.
- 1947 – Részt vett a Magyar Képzőművészek Szabad Szakszervezetének Második Szabad Nemzeti Kiállításán. Megszületett első gyermeke.
- 1949 – Abbahagyta a művészi tevékenységet, amelyet 16 évvel később folytatott.
- 1950 – Érdeklődése a művészetfilozófia és történelem felé fordult. Terjedelmes részeket lefordított Goethe színelméletéből.
- 1953 – Megszületett második gyermeke.
- 1962 – A Magyar Nemzeti Galéria megvásárolta három rajzát.
- 1965 – Gedő műteremkiállítás keretében válogatást mutatott be az 1945-től 1949-ig terjedő időszakban készített rajzairól.
- 1969-1970 – Párizsban töltött egy évet férjével együtt, de gyermekei nélkül. A Galerie Lambert egy kollektív tárlatán két festményét szerepeltette.
- 1974 – Felvették a Magyar Népköztársaság Művészeti Alapjának Képzőművészeti Szakosztályába.
- 1980 – Retrospektív kiállítása nyílt a székesfehérvári Szent István Király Múzeumban.
- 1982 – Kiállítás a budapesti Dorottya utcai galériában. A Magyar Nemzeti Galéria megvásárolta két festményét.
- 1985 – Június 19-én meghalt Budapesten. Kiállítása nyílt a szentendrei művésztelep galériájában. A glasgow-i magyar hetek keretében önálló kiállítása volt. A brit sajtó, a Glasgow Herald, The Scotsman, Financial Times, The Times, Daily Telegraph, The Observer és The Guardian nagy elismeréssel írt munkásságáról.
- 1987 – A művész legátfogóbb magyarországi kiállítására a Műcsarnokban került sor.
- 1989 – A Szombathelyi Képtár önálló kiállítást rendezett Gedő grafikáiból.
- 1989-1990 – Gedő második glasgowi kiállítására 1989. december 9. és 1990. január 12. között került sor a Third Eye Centre-ben (346-354 Sauchiehall Street).

- 1994 – Önálló kiállítást rendezett műveiből a New York-i Janos Gat Gallery.
- 1995 – Februártól októberig "Áldozatok és tettesek" címmel a Magyar Zsidó Múzeum bemutatta Gedő Ilka és Román György rajzait.
- A New York-i Zsidó Múzeum történeti kiállítása "Kultúra és kontinuitás: a zsidó utazás" címmel április 18-ától 1996 januárjáig négy rajzát bemutatta, melyek a New York-i Zsidó Múzeum tulajdonába kerültek.
- November 21 – decemberben 19. között kiállítást rendezett rajzaiból a New York-i Shepherd Gallery.
- 1996 – Három-három festménnyel kiegészítve a Yad Vashem Művészeti Múzeum bemutatta az “Áldozatok és tettesek” című kiállítást.
- 1997 – Ismét önálló kiállítást rendezett műveiből a New York-i Janos Gat Gallery.
- 1998 – A művész 15 grafikája British Múzeum Nyomat és Rajztárába és további hat grafika az Israel Museumba került.
- 1999 – Művei helyet kaptak az Izrael Múzeum Nyomat és Rajztárának legújabb szerzeményeit bemutató kollektív kiállításon. A művész tíz rajza a düsseldorfi Museum Kunstpalast gyűjteményébe került.
- 2001 – A Fővárosi Képtár – Kiscelli Múzeum kamarakiállítást rendezett Gedő Ilka 1945 és 1949 között született rajzaiból. A Magyar Nemzeti Galéria megvásárolta a művész három festményét.
- 2002 – A művész két olajképe bekerült a Magyar Nemzeti Galéria állandó kiállítására.
- 2003 – A Gondolat Könyvkiadó albumot jelentetett meg magyar és angol nyelven Gedő Ilka munkásságáról. (István Hajdu – Dávid Bíró: The Art of Ilka Gedő (1921–1985) / Oeuvre Catalogue and Documents; (Budapest, Gondolat Kiadó, 2003) és Hajdu István – Bíró Dávid: Gedő Ilka művészete / Ouevre katalógus és dokumentumok (Budapest, Gondolat, 2003)
- 2004 – A Magyar Nemzeti Galéria életmű-kiállítást rendezett Gedő Ilka munkáiból (2004. november 18. – 2005. április 3.). A művész fiai 23 grafikát és három festményt adományoztak a Magyar Nemzeti Galériának.
- 2006 – A berlini Collegicum Hungaricum március 9. – május 10. között kamarakiállítást rendezett, amelyen bemutatták a művész Magyar Nemzeti Galériában és a düsseldorfi Museum Kunst Palastban őrzött munkáit.
- 2011 – A művész 8 grafikája bekerült a berlini Kupferstichkabinett gyűjteményébe.
- 2012 – A művész 3 grafikája bekerült az Albright-Knox Art Gallerybe.
- 2013 – A művész 12 grafikája bekerült a bécsi Albertina grafikai gyűjteményébe.
- 2013 – A Nemzeti Színház kamarakiállítást rendezett Gedő Ilka munkáiból (2013. március 22. – április 23.)
- 2014 – Három grafikával és három olajképpel szerepel a Magyar Nemzeti Galériában az MNG és az Izrael Múzeum 2014. július 9-én megnyitott és október 5-éig nyitva tartó kiállításán (Dada és szürrealizmus / Átrendezett valóság).
- 2015 – Gedő Ilka három, 1944-ben készült rajza bekerül a New York-i Metropolitan Művészeti Múzeum Modern és Kortárs Művészeti Gyűjteményébe. Még ugyanebben az évben a Museum of Fine Arts (Houston) a rajzgyűjteményében található két Gedő Ilka rajzát további nyolc rajzzal bővíti.
- 2016 – A braunschweigi Herzog Anton Ulrich Museum rajzgyűjteményébe bekerül a művész huszonegy önarcképe, mely Gedő Ilka önarcképeinek egyedülálló és reprezentatív keresztmetszetét adja.
- 2020 – Bekerül hét rajza a New York-i MoMA grafikai gyűjteményébe. [19]

## Jelentős belföldi egyéni kiállításai
- Műterem-kiállítás (1965)
- Szent István Király Múzeum (1980) [20]
- Dorottya Utcai Galéria (1982)
- Művésztelepi Galéria, Szentendre (1985)
- Műcsarnok, Budapest (1987)
- Szombathelyi Képtár (1989)
- Zsidó Múzeum, Budapest, [Román Györggyel] (1995) [21]
- Fővárosi Képtár (2001)
- Raiffeisen Galéria
- Magyar Nemzeti Galéria (2004–2005)[22]
- Nemzeti Színház (2013) [23] [24]
- Szépművészeti Múzeum – Magyar Nemzeti Galéria (2021)[25] [26]

## Egyéni bemutatkozásai külföldön
- Compass Gallery, Glasgow (1985)[27]
- Third Eye Centre, Glasgow (1989)[28]
- Janos Gat Gallery, New York (1994 és 1997)
- Yad Vashem Art Museum (Román Györggyel) (1996)
- Shepherd Gallery, New York (1995)
- Collegium Hungaricum, Berlin (2006) [29]

## Csoportos kiállítások (válogatás)
- 1940: Az OMIKE második kiállítása, Magyar Zsidó Múzeum [30]
- 1943: Az OMIKE ötödik kiállítása, Magyar Zsidó Múzeum
- 1942: Szabadság és a nép, Vasas Székház, Budapest
- 1945: A Szociáldemokrata Párt Képzőművészeinek Társasága és meghívott művészek kiállítása, Ernst Múzeum, Budapest
- 1947: A Magyar Képzőművészek Szabad Szervezete II. Szabad Nemzeti Kiállítása, Fővárosi Képtár
- 1964: A Szocialista Képzőművészek Csoportja, 1934-1944, Magyar Nemzeti Galéria [31]
- 1970    Galerie Lambert [32]
- 1995: Culture and Continuity: The Jewish Journey (Kultúra és folyamatosság: a zsidó utazás) The Jewish Museum, New York
- 1996: Mednyánszky Lászlótól Gedő Ilkáig: a magyar művészet áttekintése, Janos Gat Gallery, New York [33]
- 1995: Áldozatok és gyilkosok/Gedő Ilka gettó-rajzai és Román György háborús bűnösök népbírósági tárgyalásán készült rajzai, Magyar Zsidó Múzeum [34] [35]
- 1996: Victims and Perpetrators /Ilka Gedő’s Ghetto Drawings and György Román’s Drawings at the War Criminal Trials, Yad Vashem Art Museum, Jerusalem [36]
- 1997-1998: Diaszpóra és művészet, Magyar Zsidó Múzeum, Budapest
- 1998: Válogatás a Levendel-gyűjteményből, Szentendrei Képtár
- 1999: A Grafikai Gyűjtemény legújabb szerzeményei, Israel Museum, Jeruzsálem
- 2000: Directions: The Fall Season 2000 (Irányzatok, őszi szezon), Janos Gat Galley, New York [37]
- 2002: 20. századi magyar alternatív műhelyiskolák, a Vasarely Múzeum és a Kassák Múzeum közös kiállítása, Budapest [38]
- 2002: A zsidó nő, Magyar Zsidó Múzeum, Budapest
- 2003: 19th-Century European Paintings and Drawings (19. századi európai festmények, rajzok) Shepherd Gallery, New York[39]
- 2003-2004: Das Recht des Bildes (Jüdische Perspektiven in der modernen Kunst (A kép joga: zsidó nézőpontok a modern művészetben) Museum Bochum [40]
- 2004: Az elfelejtett holocaust, Műcsarnok, Budapest
- 2005: A holocaust a magyar művészetben, 1938-1945, Collegium Hungaricum, Berlin
- 2014: A Dada és szürrealizmus. Magritte, Duchamp, Man Ray, Miró, Dalí. Válogatás a jeruzsálemi Izrael múzeum gyűjteményéből, a Magyar Nemzeti Galéria és az Izrael múzeum közös kiállítása A kiállítás magyar művészeti vonatkozásokkal foglalkozó részében három Gedő-grafika szerepelt.)

- 2016: Kunst aus dem Holocaust (Művészet a holokausztból), Deutsches Historisches Museum, Berlin [41]
- 2018-2019: „Mint liliom a tövisek között” (20. századi magyar női képzőművészek) Bibliamúzeum, Budapest [42]
- 2019: In bester Gesellschaft--Ausgewählte Neuerwerbungen des Berliner Kupferstichkabinetts 2009-2019 (A legjobb társaságban: válogatás a berlini Kupferstichkabinett 2009 és 2019 közötti szerzeményeiből), Kupferstichkabinett, Berlin  Andreas Schalhorn (ed): In  Bester Gesellschaft - Ausgewählte Erwerbungen des Berliner Kupferstichkabinetts 2009-2019, Staatliche Museen zu Berlin — Preußischer Kulturbesitz, Berlin, 2019. A katalógus 52. lapján egy Gedő Ilka rajz van közölve [43]
- 2023: Of Mystic Worlds: Works from the Distant Past Through the Present, Drawing Center, New York, 2023. március 8 – május 14. A kiállításkatalógus egy Gedő Ilka-grafikát közöl és 38-39. oldalon foglalkozik a művésszel.  [44]
- 2023: Vagyok, aki vagyok Magyar képzőművézet 1945 után Válogatás a Jáky-gyűjteményből, Várkert Bazár, YBL6 Művészeti Tér, 2023. október 14. – 2024. június 22.
- 2024: Leaving Traces, Sixteen Works on Paper by Ilka Gedő (1921-1985) (Nyomokat hagyva, Gedő Ilka (1921-1985) tizenhat rajza), Museum of Fine Arts, Houston, (MFAH), The Nancy and Rich Kinder Building, Gallery 207, 2024. március 9. – szeptember 1. [45] [46]
- 2024: Így történt. A holokauszt korai emlékezete szemtanú művészek alkotásain, Magyar Nemzeti Galéria, C épület, II. emelet – 2024. április 17. – július 21. [47]

## Közgyűjteményekben őrzött művei
Magyarország: 
- Szépművészeti Múzeum – Magyar Nemzeti Galéria
- Magyar Zsidó Múzeum
- Szent István Király Múzeum, Székesfehérvár
- Szombathelyi Képtár

Ausztria: 
- Albertina Múzeum, Bécs

Németország: 
- Museum Kunstpalast, Düsseldorf
- Kupferstichkabinett, Berlin
- Herzog Anton Ulrich Museum, Braunschweig
- Städel Museum, Frankfurt am Main
- Kunstsammlung der Berliner Akademie der Künste

Nagy-Britannia:
- British Museum

Egyesült Államok: 
- Museum of Modern Art (MoMA), New York
- Metropolitan Museum of Art, New York
- Jewish Museum, New York
- Buffalo AKG Art Museum (Albright-Knox Art Gallery) Buffalo, New York állam
- Cleveland Museum Art, Cleveland, Ohio állam,
- The Museum of Fine Arts (MFAH), Houston, Texas
- US Holocaust Memorial Museum, Washington DC

Izrael: 
- Yad Vashem Art Museum
- Israel Museum

## Válogatás Gedő Ilka festményeiből

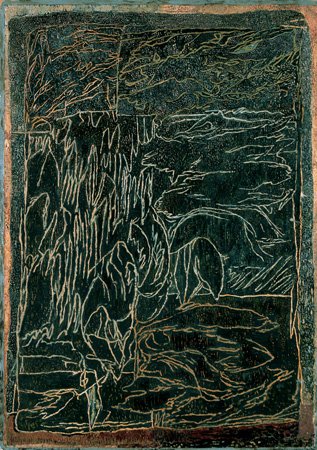
Tornyos rózsakert, 1969–1970, olaj, karton, 58 × 42 cm, Magyar Nemzeti Galéria

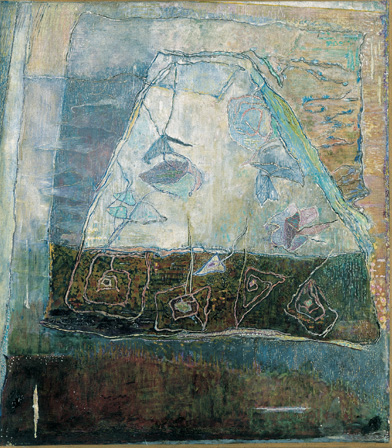
Kupolás rózsakert, 1970–72, olaj, vászon, 54 x 47 cm, Magyar Nemzeti Galéria

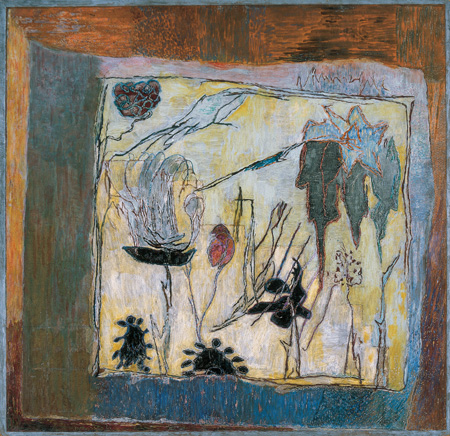
Tőrös művirág, 1974, olaj, falemez, 61 x 61 cm, Magyar Nemzeti Galéria

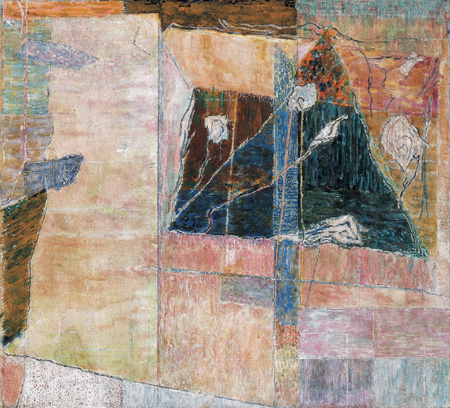
Rózsakert háromszögletű ablakkal, 1979–1980, olaj, vászon, 50 x 55 cm, Magyar Nemzeti Galéria

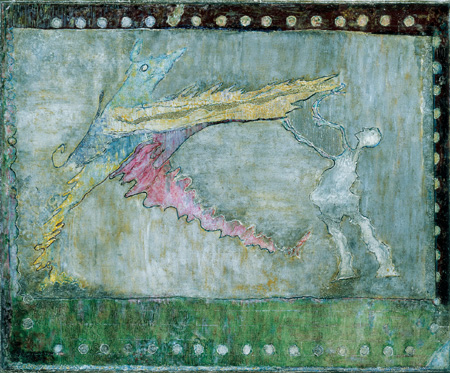
Szörny és fiú, 1981, olaj, vászon, 55 x 66 cm, Magyar Nemzeti Galéria

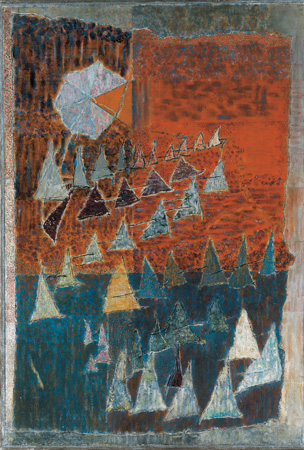
Háromszögek felvonulása, 1981, olaj, vászon, 84 x 75 cm, Magyar Nemzeti Galéria

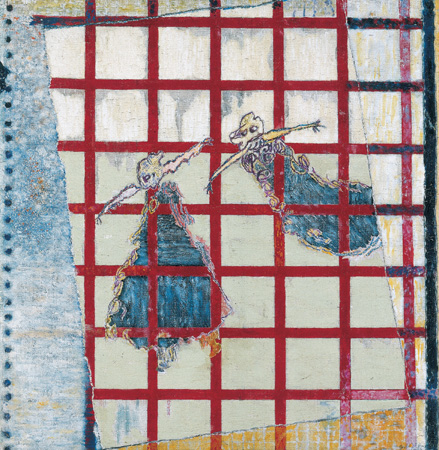
Készülődő boszorkányok, 1980-81, olaj, vászon, 59 x 58 cm, Magyar Nemzeti Galéria

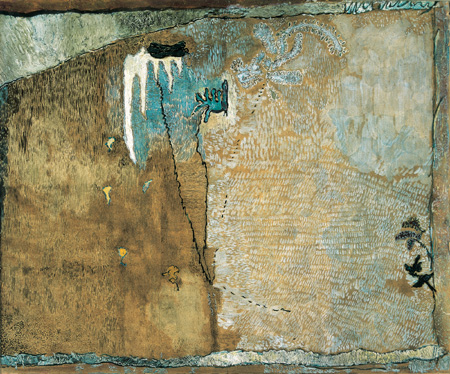
Hullajtós művirág, 1969–1970, olaj, falemezre fektetett karton, 48 x 58,5 cm, Szent István Király Múzeum, Székesfehérvár

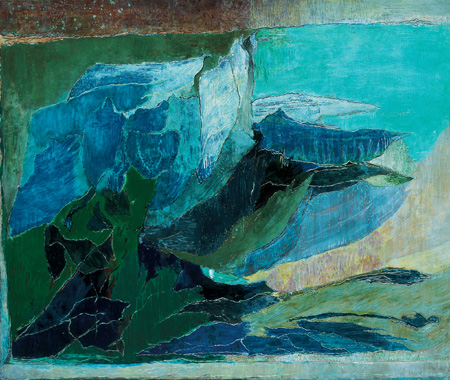
Rózsakert szélben, 1972–73, olaj, karton, 52,8 x 63 cm, Szent István Király Múzeum, Székesfehérvár

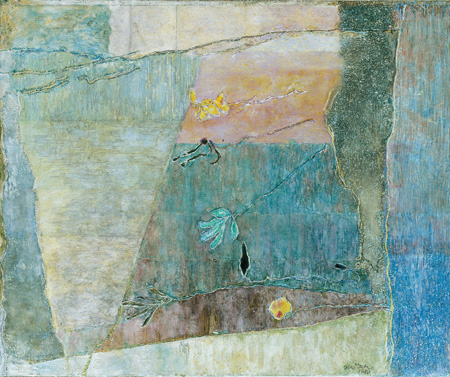
Szürke hátterű művirág, 1980–88, olaj, vászon, 47 x 57 cm, magángyűjtemény

## Művei jelentős magyar magángyűjteményekben
- Feuer András gyűjteménye

- Antal–Lusztig-gyűjtemény   [48]

- Jáky Balázs gyűjteménye [49]

## Válogatott irodalom
- Gedő Ilka rajzai és festményei, kiállításkatalógus, Székesfehérvár, Szent István Király Múzeum, 1980, közreadja: Szabó Júlia HU ISBN 963-7131-20-5 HU ISSN 0586-3759 Online hozzáférés
- „Gedő Ilka gyűjteményes kiállítása, Lukácsy Sándor megnyitóbeszéde” In: Fehérvári kiállítások, 1963-1993, a Szent István Király Múzeum közleményei, Székesfehérvár,  1994, közreadók: Kovács Péter, Kovalovszky Márta, stb., 96-97. o.
- Gedő Ilka, kiállításkatalógus, Budapest, a Műcsarnok Dorottya utcai Kiállítóterme, 1982, közreadja: Ury Ibolya HU ISBN 963-01-4173-6
- Gedő Ilka (1921–1985) festőművész kiállítása, kiállításkatalógus, Szentendre, Művésztelepi Galéria, 1985, közreadja: Mucsi András HU ISBN 963-01-6605-4 ISSN 0209-4940
- Gedő Ilka (1921–1985), kiállításkatalógus, Budapest, 1987, közreadja: Néray Katalin ISBN 963-7162-86-0
- Gedő Ilka festőművész rajzai a Szombathelyi Képtárban, kiállításkatalógus, Szombathely, Szombathelyi Képtár, 1989, közreadja: Gálig Zoltán ISBN 963-0195-54-2 ISSN 0239-1910
- Áldozatok és gyilkosok/ Gedő Ilka gettó-rajzai és Román György háborús bűnösök népbírósági tárgyalásain készült rajzai, kiállításkatalógus, Budapest, Magyar Zsidó Múzeum, 1995 és Jeruzsálem, Yad Vashem Art Museum 1996, közreadja: Semjén Anita
- György Péter, Pataki Gábor, Szabó Júlia, Mészáros F. István: Gedő Ilka művészete (1921–1985), Budapest, Új Művészet, 1997 ISBN 963-7792-21-X ISSN 1219-4913
- Ilka Gedő (1921–1985) Drawings and Pastels, kiállításkatalógus, New York, Shepherd Gallery, 21 East 84th Street, 1995, közreadja: Elizabeth Kashey
- Hajdu István–Bíró Dávid: Gedő Ilka művészete, oeuvre katalógus és dokumentumok, Gondolat Kiadó, Budapest, 2003 ISBN 963-9500-13-5 Az album megtekinthető:
- István Hajdu–Dávid Bíró: The Art of Ilka Gedő, Oeuvre Catalogue and Documents, Gondolat Kiadó, Budapest, 2003 ISBN 963-9500-14-3 Az album megtekinthető:
- Gedő Ilka festőművész kiállítása, kiállításkatalógus, Budapest, Magyar Nemzeti Galéria, 2004, közreadja: Kolozsváry Marianna HU ISSN 0231-2387 A katalógus megtekinthető:
- Bíró Dávid: Gedő Ilka művészete saját írásai, feljegyzései és dokumentumok tükrében, Magyar Elektronikus Könyvtár, 2020 Online hozzáférés
- Dávid Bíró: Die Kunst von Ilka Gedő im Spiegel ihrer Schriften, Notizen und anderer Dokumente, Magyar Elektronikus Könyvtár, 2020 Online hozzáférés
- Dávid Bíró: The Art of Ilka Gedő as Reflected in her Writings, Notes and in Other Documents, Magyar Elektronikus Könyvtár, 2020 Online hozzáférés
- Marianna Kolozsváry, András Rényi: „…Half Picture, Half Veil…” Works on Paper by Ilka Gedő (1921-1985), Museum of Fine Arts- Hungarian National Gallery, Budapest, 26 May – 26 September 2021
- Kolozsváry Marianna, Rényi András:“…félig kép, félig fátyol…” Gedő Ilka (1921-1985) grafikái, Szépművészeti Múzeum – Magyar Nemzeti Galéria, Budapest, 2021. május 26. – szeptember 26.
- Nicole Waldner: "'She Drew Obsessively' – Ilka Gedő’s Legacy Restored” Lilith, August 17, 2021 Online hozzáférés